# Tribulaun
De Tribulaun is een bergmassief in de Stubaier Alpen op de grens tussen het Oostenrijkse Tirol en het Italiaanse Zuid-Tirol. Het bergmassief heeft drie belangrijke toppen, waarvan de Pflerscher Tribulaun met 3096 meter het hoogste is. De andere toppen, de Gschnitzer en de Obernberger Tribulaun, meten respectievelijk 2946 meter en 2780 meter. De Tribulaun bestaat voor een groot deel uit kalkgesteente, waardoor de bergtoppen opvallen tussen de andere toppen van de Stubaier Alpen, die grotendeels uit oergesteente bestaan.